# Glendale (Missouri)
Pour les articles homonymes, voir Glendale.
Glendale est une ville du comté de Saint Louis, dans le Missouri, aux États-Unis.